# Linda Evans
Linda Evans, właśc. Linda Evanstad, (ur. 18 listopada 1942 w Hartford) – amerykańska aktorka. Odtwórczyni roli Krystle Carrington w operze mydlanej ABC Dynastia (1981–1989).
20 sierpnia 1987 otrzymała własną gwiazdę w Alei Gwiazd w Los Angeles znajdującą się przy 6834 Hollywood Boulevard.

## Życiorys

### Wczesne lata
Urodziła się w Hartford w Connecticut jako jedyne dziecko profesjonalnych tancerzy Alby i Arlene Evanstadów. Jej rodzina ze strony ojca miała pochodzenie norweskie, a ze strony matki – angielskie, niemieckie, polskie, irlandzkie, szkockie i walijskie. Kiedy miała sześć miesięcy rodzina przeprowadziła się do Północnego Hollywood, gdzie ukończyła szkołę średnią Hollywood High School ze Stefanie Powers. Jej szkolny kolega zachęcił ją do wzięcia udziału w castingu do reklamy Canada Dry TV, który wygrała. Po dwóch kolejnych spotach reklamowych rozpoczęła karierę aktorską.

### Kariera
Już jako osiemnastolatka pojawiła się w sitcomie NBC Ojciec kawaler (Bachelor Father, 1960) z udziałem Johna Forsythe’a. Później znalazła się w obsadzie sitcomu ABC Przygody Ozziego i Harriet (The Adventures of Ozzie & Harriet, 1961–1962), serialu ABC Nietykalni (The Untouchables, 1962), zanim zadebiutowała na kinowym ekranie w dramacie Odcienie honoru (Twilight of Honor, 1963) u boku Richarda Chamberlaina. Podpisała kontrakt z MGM, lecz wystąpiła w produkcji Disneya Ci Callowayowie (Those Calloways, 1965) i komedii muzycznej Plaża okryta bingo (Beach Blanket Bingo, 1965), w której zaśpiewała dwie piosenki – „He’s My New Love” i „He’s My Fly Boy”.
Powróciła przed kamery telewizyjne w roli Audra Barkley, córki Victorii (Barbara Stanwyck) i młodszej siostry Heatha (Lee Majors) w seryjnym westernie ABC Wielka dolina (The Big Valley, 1965–1969). Wystąpiła w dramacie swojego ówczesnego męża Johna Dereka Wyznania Toma Harrisa (Childish Things, 1969), jej zdjęcia pojawiły się dwukrotnie w 1971 i 1982 w magazynie „Playboy”. Dwukrotnie zagrała u boku Lee Marvina – w dreszczowcu Człowiek klanu (The Klansman, 1974) i dramacie sensacyjnym Ekspres pod lawiną (Avalanche Express, 1979). Zdobyła uznanie krytyków w westernie Tom Horn (1980) ze Steve’em McQueenem, gdzie zrezygnowała z makijażu. W serialu CBS Łowca (Hunter, 1977) pojawiła się jako agentka CIA Marty Shaw.
Aktorską satysfakcję przyniosła jej rola Krystle Carrington, żony potężnego magnata naftowego w operze mydlanej ABC Dynastia (1981–1989) i sequelu Aaron Spelling Productions Dynastia: Pojednanie (Dynasty: The Reunion, 1991). Za tę postać została uhonorowana nagrodą Złotego Globu w 1982 i People’s Choice Award w 1985 oraz zdobyła nominację do nagrody Emmy w 1983. W którymś z odcinków z 1985 roku romansowała z Rockiem Hudsonem i scena ich pocałunku stała się później, po śmierci aktora z powodu AIDS, tematem niewybrednych sensacji.
Stworzyła błyskotliwą sylwetkę powściągliwej damy w telewizyjnym westernie CBS Hazardzista: Przygoda trwa (Kenny Rogers as The Gambler: The Adventure Continues, 1983) i jego sequelu NBC Hazardzista powraca (The Gambler Returns: The Luck of the Draw, 1991) z Kennym Rogersem. W miniserialu ABC Północ-Południe (North and South, Book II, 1986) pojawiła się jako zawodowa aktorka. W dwuczęściowym tele dramacie CBS Ostatnia granica/Miłość na Antypodach (The Last Frontier, 1986) wystąpiła w głównej roli Amerykanki, która z dwojgiem dzieci ląduje w Australii.
Od 12 września 2006 do 6 maja 2007 grała rolę Leatrice Monsee w komedii broadwayowskiej Legendy! (Legends!) z Joan Collins.

## Życie prywatne
W maju 2014 Evans została aresztowana za jazdę pod wpływem alkoholu.

### Szkoła Oświecenia Ramthy
Od 1985 roku jest członkinią Szkoły Oświecenia Ramthy, uznawanej za religijną grupę New Age (choć sama Szkoła odcina się od ruchu New Age oraz twierdzi, że nie jest ruchem religijnym). Dołączyła do niego po tym, jak szukała metod alternatywnego leczenia podczas choroby i zainteresowała się naturopatią oraz filozofią Wschodu. Niedługo później przeniosła się do Rainier by być bliżej nauczycielki duchowości i liderki Szkoły Oświecenia Ramthy – J.Z. Knight.

### Małżeństwa
Była dwukrotnie mężatką; z reżyserem filmowym Johnem Derekiem (1968–1974) oraz zajmującym się sprzedażą nieruchomości Stanem Hermanem (1976-81). Była także w nieformalnym związku z projektantem mody Olegiem Cassini, Jonem Petersem, Lee Majorsem (1963–1964), producentem telewizyjnym Patrickiem Curtisem (1960–1962), włoskim restauratorem George Santo Petro (1983) i greckim muzykiem Yannim (1989–1998).

## Filmografia

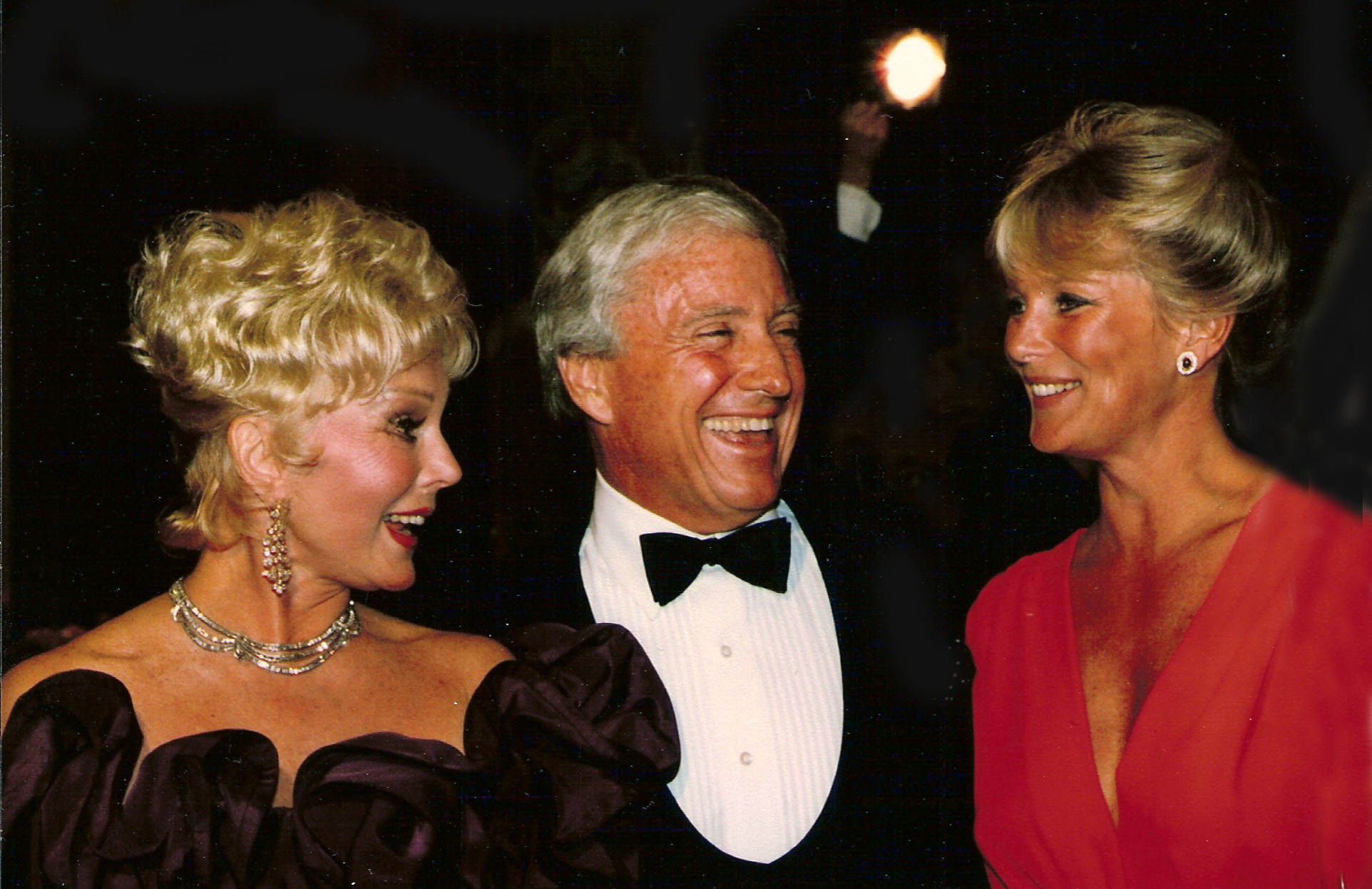
Od lewej: Eva Gabor, Merv Griffin i Linda Evans (ok. 1995)

### Filmy
- 1963: Odcienie honoru (Twilight of Honor) jako Alice Clinton
- 1965: Plaża okryta bingo (Beach Blanket Bingo) jako Sugar Kane
- 1965: Ci Callowayowie (Those Calloways) jako Bridie Mellott
- 1969: Wyznania Toma Harrisa (Childish Things) jako Pat
- 1974: Człowiek klanu (The Klansman) jako Nancy Poteet
- 1979: Ekspres pod lawiną (Avalanche Express) jako Elsa Lang
- 1980: Tom Horn jako Glendolene Kimmel
- 2021: Łabędzi śpiew (Swan Song) jako Rita Parker Sloan

### Filmy TV
- 1973: Kobiece artyleria (Female Artillery) jako Charlotte Paxton
- 1974: Nakia jako Samantha Lowell
- 1975: Wielkie rozdarcie (The Big Rip-Off)
- 1976: Łowca (Hunter) jako Marty Shaw
- 1978: Legenda zachodzącego słońca (Standing Tall) jako Jill Shasta
- 1978: Zwycięzca bierze wszystko (Nowhere to Run) jako Amy Kessler
- 1982: Naga istota (Bare Essence) jako Bobbi Rowan
- 1983: Hazardzista: Przygoda trwa (Kenny Rogers as The Gambler: The Adventure Continues) jako Kate Muldoon
- 1986: Ostatnia granica/Miłość na Antypodach (The Last Frontier) jako Kate Hannon
- 1990: Romans (She'll Take Romance) jako Jane McMillan
- 1991: Hazardzista powraca (The Gambler Returns: The Luck of the Draw) jako Kate Muldoon
- 1991: Dynastia: Pojednanie (Dynasty: The Reunion) jako Krystle Carrington
- 1995: Dazzle jako Sylvie Norberg Kilkullen
- 1997: Przyrodnia siostra (The Stepsister) jako Joan Curtis-Shaw-Canfield

### Seriale TV

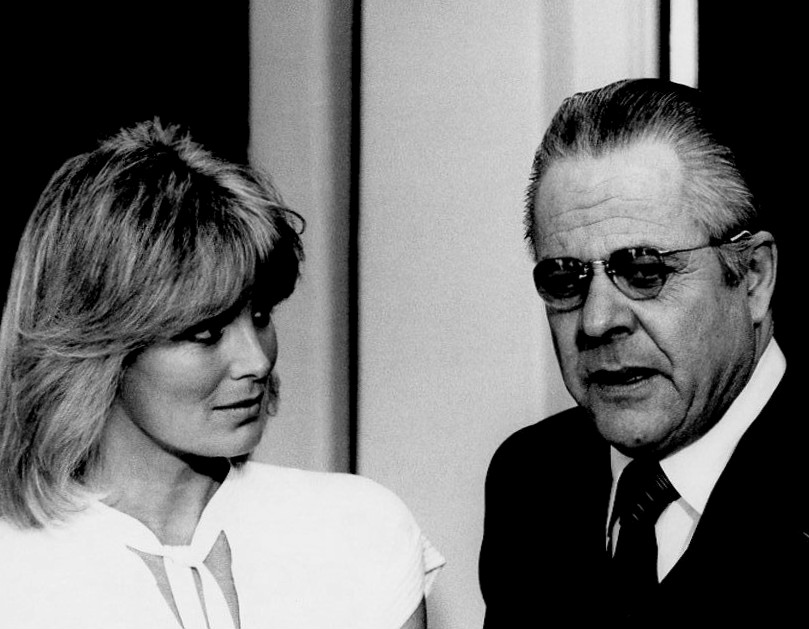
Linda Evans i William Windom w serialu Hunter (1977)

- 1960: Ojciec kawaler (Bachelor Father)
- 1961–1962: Przygody Ozziego i Harriet (The Adventures of Ozzie & Harriet) jako Shirley
- 1962: Nietykalni (The Untouchables)
- 1963: Porucznik (The Lieutenant) jako Nan Hiland
- 1963: Jedenasta godzina (The Eleventh Hour) jako Joan Clayton
- 1965: My Favorite Martian jako Sally Farrow
- 1965: Major Adams, ślad główny (Wagon Train) jako Martha Temple
- 1965–1969: Wielka Dolina (The Big Valley) jako Audra Barkley
- 1973: McCloud jako Geri March
- 1974: Harry O jako Marian Sawyer
- 1974: Mannix jako Lorna
- 1974: Banaczek jako Cherry Saint-Saens
- 1975: Jim Rockford, prywatny badacz (The Rockford Files) jako Audrey Wyatt/Claire Prescott
- 1975: McCoy
- 1975: McMillan i żona (McMillan & Wife) jako Nicole
- 1977: Łowca (Hunter) jako Marty Shaw
- 1981: Statek miłości (The Love Boat) jako Jessica
- 1981–1989: Dynastia (Dynasty) jako Krystle Carrington
- 1982: Statek miłości (The Love Boat)
- 1986: Północ-Południe (North and South, Book II) jako Rose Sinclair

## Nagrody
| Rok  | Nagroda                                                                                   | Kategoria                                                       | Film            |
| ---- | ----------------------------------------------------------------------------------------- | --------------------------------------------------------------- | --------------- |
| 1964 | Złoty Glob                                                                                | Miss Złotego Globu                                              | –               |
| 1970 | Brązowa statuetka Bravo Otto, przyznana przez niemiecki dwutygodnik dla młodzieży „Bravo” | Najlepsza gwiazda telewizyjna                                   | –               |
| 1982 | Złoty Glob                                                                                | Najlepsza aktorka w serialu dramatycznym                        | Dynastia (1981) |
| 1982 | People’s Choice Award                                                                     | Ulubiona aktorka w nowym serialu telewizyjnym                   | –               |
| 1983 | People’s Choice Award                                                                     | Ulubiona artystka telewizyjna                                   | –               |
| 1983 | Srebrna statuetka Bravo Otto                                                              | Najlepsza gwiazda telewizyjna                                   | –               |
| 1984 | People’s Choice Award                                                                     | Ulubiona artystka telewizyjna                                   | –               |
| 1984 | Soap Opera Digest Award                                                                   | Ulubiona aktorka w operze mydlanej najwyższego czasu antenowego | Dynastia (1983) |
| 1985 | Soap Opera Digest Award                                                                   | Ulubiona aktorka w serialu najwyższego czasu antenowego         | Dynastia (1983) |
| 1985 | People’s Choice Award                                                                     | Ulubiona artystka telewizyjna                                   | –               |
| 1986 | People’s Choice Award                                                                     | Ulubiona artystka telewizyjna                                   |                 |